# Парамаханса Йогананда
Парамаханса Йогананда (на английски: Paramahansa Yogananda; на бенгалски: পরমহংস যোগানন্দ; на санскрит: परमहंस योगानं‍द) е индийски гуру и поет. Той запознава част от обществеността на Запад с индуистката философия и практиката на йогическа медитация посредством своята Автобиография на един йогин. Йогананда е първият индуистки учител, заселил се за постоянно в САЩ, където прекарва по-голямата част от живота си.

## Живот

### Ранен живот
Роден е на 5 януари 1893 г. в гр. Горакхпур, Утар Прадеш, Индия в набожно бенгалско семейство, което му дава името Мукунда Лал Гхош. Баща му Бхагабати Чаран Гхош е вицепрезидент на железопътната компания „Бенгал-Нагпур“ с успешна кариера и семейството неколкократно мени местожителството си. Освен в Горакхпур, то живее в Лахор (дн. в Пакистан), Читагонг (дн. в Бангладеш) и накрая се установяват в Калкута, Западен Бенгал. Смъртта на майка му Гяна Прабха Гхош, когато Мукунда е на 11 години, го разтърсва и според думите му го мотивира по-силно да търси Божествената майка (Бог в своя женски аспект). Според брат му Сананда от най-ранна възраст съзнанието и духовните преживявания на Мукунда са далеч отвъд обикновеното. Той се опитва със свой приятел да избяга в Хималаите, но семейството му уведомява полицията и е заловен на железопътна гара в подножието им.
Мукунда се среща с многобройни индуистки мъдреци и светци, сред които Махендранат Гупта, ученик на Шри Рамакришна и автор на Евангелието на Шри Рамакришна, надявайки се да намери просветен учител, който да го води по пътя на йога. Мукунда открива своя гуру Шри Юктешвар на пазара във Варанаси през 1910 г. и емоционално описва срещата като възстановяване на връзка, която е продължила през много прераждания. След 6 месеца обучение Шри Юктешвар дава на Мукунда преживяване на самадхи, космическо съзнание. Съзирайки храма, основан от Шанкара, на хълм при посещение със своя гуру в Шринагар, столицата на Кашмир, получава видение на сградата на връх Вашингтон в Лос Анджелис, която ще бъде негова един ден.
Завършва двугодишен курс в Шотландския църковен колеж в Калкута и след това с помощта на Шри Юктешвар се премества в новосъздадения Серампорски колеж, филиал на Калкутския университет, което му позволява да прекарва повече време в ашрама на своя гуру в Серампор. През 1915 г. Шри Юктешвар го посвещава в монашеския орден, основан от Шанкара, и му дава възможността да си избере ново име. Така Мукунда Лал Гхош става Свами Йогананда Гири. През 1917 г. Йогананда основава гимназия за момчета в Дихика, Западен Бенгал, в която се съчетават съвременни образователни методи с йогически техники за концентрация и енергизиращите упражнения, които Йогананда изнамира и започва да преподава през 1916 г. Година по-късно училището е преместено в Ранчи (дн. в щата Джаркханд), а по-късно става център на Йогода сатсанга общество, клон на американката организация на Йогананда. Свами Йогананда се среща с поета Рабиндранат Тагор в неговото собствено училище Шантиникетан, където обсъждат подхода им към обучението на учениците.

### В Америка
През 1920 г., по поръка на своя гуру и след среща с Махаватар Бабаджи, Йогананда заминава за Америка на борда на кораба Град Спарта като индийски делегат на Конгреса на религиозните либерали в Бостън. През същата година на американска земя той основава Дружеството за себереализация, чиято цел е да разпространява по цял свят йогическата философия и практиката на медитация чрез крия йога. През следващите няколко години той изнася лекции и беседи на Източния бряг, а през 1924 г. се отправя на трансконтинентален лекционен тур. На лекциите му се стичат хиляди слушатели. През следващата година Йогананда купува сградата на бивш хотел на връх Вашингтон в Лос Анджелис, която се превръща в главната квартира на Дружеството за себереализация. През 1927 г. Йогананда се среща в Белия дом с президента Калвин Кулидж. Известният овощар и ботаник Лутър Бърбанк му става последовател (Йогананда по-късно посвещава Автобиографията си на него), а основателят на компанията Кодак, Джордж Ийстмън, взема уроци по йога от него. Голямата депресия се отразява тежко на малкото общество от последователи на Йогананда, но през 1932 г. той среща най-важния си ученик, милионера Джеймс Лин, по-късно наречен Раджарси Джанакананда, който му помага да изплати ипотеката на центъра на връх Вашингтон, черпейки от състоянието си, натрупано в частния бизнес. Най-напредналата ученичка на Йогананда, Гянамата, и бъдещата му наследничка Дая Мата също се присъединяват към ашрама му през този период.

### Посещение в Индия
През 1935 г. Йогананда се отправя на път за Индия, за да посети Шри Юктешвар и да заздрави организацията си там. В Бавария той се среща с католическата мистичка Тереза Нойман, след което посещава Рим, Атина и Йерусалим. В Индия Йогананда се среща с Махатма Ганди (който получава от Йогананда посвещение в крия йога), бенгалската светица Анандамой Ма, мъдреца Рамана Махариши и нобеловия лауреат по физика Венката Раман. Шри Юктешвар дава на Йогананда титлата Парамаханса („върховен лебед“ на санскрит), която означава върховното духовно постижение, и го обявява за свой наследник. През 1936 г., докато Йогананда е в Калкута, Шри Юктешвар умира в своя ашрам в Пури, Ориса. Според разказа на Йогананда в Автобиография на един йогин скоро след това Шри Юктешвар му се явил в плът и кръв и му разказал за отвъдния свят.

### Късен живот
Йогананда се връща Калифорния през декември 1936 г., а неговият ученик Джеймс Лин му е купил нов ашрам на брега на Тихия океан в Енсинитас на 160 км южно от Лос Анджелис Йогананда продължава да изнася лекции, да пише книги, включително поезия, и да основава храмове и ашрами в Южна Калифорния. Той също организира записките, взети от лекциите му, в курс от 180 урока, които се изпращат по пощата на ученици от цял свят. През 1946 г. Йогананда публикува своята най-известна книга, Автобиография на един йогин, в която разказва за своите многобройни удивителни преживявания с индийски светци и със своя гуру и парамгурута (гуру на гуруто) Махаватар Бабаджи и Лахири Махасая, резюмира ведантическата философия, използвайки съвременен език, описва пътуванията си в Индия и извън нея и пише за мисията си да разпространи крия йога на Запад и да покаже единството между християнската Библия и индуистката Бхагавад гита. Автобиография на един йогин е преведена на 25 езика, а група автори на духовна тематика, събрана от издателството HarperCollins, я поставя сред стоте най-важни духовни книги на 20 век. Йогананда пише коментари върху книгите от Библията Битие, четирите евангелия и Откровението на Йоан, както и върху Бхагавад гита и върху Рубаят от персийския поет Омар Хаям. Според президентката на Дружеството за себереализация Дая Мата Йогананда е чул разговора между Кришна и Арджуна на полето Курукшетра, а неговият ученик Свами Криянанда уточнява, че Йогананда е казал, че е превъплъщение на героя от Махабхарата Арджуна.

### Махасамадхи
В дните преди смъртта си Йогананда намеква, че е дошло време да напусне света. На 7 март 1952 г. той посещава банкет в хотел Билтмор, Лос Анджелис в чест на индийския посланик Бинай Ранджан Сен и съпругата му. На края на банкета Йогананда говори за Индия и Америка, за техните приноси към световния мир и човешкия прогрес и бъдещото им сътрудничество, изразявайки надежда за „единен свят“, който ще съчетае „американската експедитивност“ с „индийската духовност“. Според свидетелите Йогананда завършва речта си с думите на стихотворението си Моята Индия „Където Ганг, горите, хималайските пещери и хората мечтаят за Бог – аз съм осветен, моето тяло докосна тази земя.“ Изричайки последната дума, той пада на пода, покосен от сърдечен удар. Според Свами Криянанда Йогананда веднъж казал в лекция „Сърдечният удар е най-лесният начин да се умре. Аз избирам да умра по този начин.“ Тялото му е положено в мемориален парк в Глендейл, Калифорния. Списание Тайм публикува на 4 август 1952 г. заверено от нотариус писмо от директора на дома на покойниците в Глендейл, според което тялото на Йогананда не е показало признаци на разлагане 20 дни след смъртта му, което представлява уникален случай в практиката му.

## Учение
Парамаханса Йогананда учи последователите си на нуждата от пряк опит, а не сляпа вяра. Той казва: „Истинската основа на религията не е вярата, а интуитивното преживяване. Интуицията е душевната сила да се познае Бог. За да се разбере какво всъщност е религията, човек трябва да познае Бог.“ В съответствие с традиционното индуистко учение той учи, че вселената е Божий филм, а индивидите са актьори в сюжета, като ролите им се променят в течение на преражданията. Той учи, че коренът на човешкото страдание е в идентифицирането със сегашната роля (егото), а не с безсмъртната душа (атман). Той преподава крия йога на своите посветени ученици, за да постигнат себереализация, която той дефинира така:
| „ | Себереализацията е знанието в ума, тялото и душата, че вие притежавате Божието царство; че не трябва да се молите то да дойде при вас; че Божието вездесъщие е ваше вездесъщие и че всичко, което трябва да направите, е да подобрите своето познание. | “ |

В своята Автобиография Йогананда пише, че древното учение на крия йога е било възстановено от Махаватар Бабаджи и предадено чрез неговия ученик Лахири Махасая (гуру на Шри Юктешвар) на света. Йогананда също пише, че според древни указания крия йога не може да се публикува в общодостъпна книга, а само дава общо описание:
| „ | Крия йогинът умствено напътства жизнената си енергия нагоре и надолу около шестте гръбначни центъра (мозъчен, шиен, слънчев, лумбален, кръстен и опашен сплит), които отговарят на шестте зодиакални знака, символичният Космически човек. Половин минута въртене на енергията около чувствителния гръбначен стълб води до фин прогрес в неговата еволюция; тази половин минута крия е равна на една година естествено духовно развитие. | “ |